# Капуцин-каапори
Капуцин-каапори (лат. Cebus kaapori) — вид приматов семейства цепкохвостых обезьян, обитающих в Южной Америке. Эндемик Бразилии.

## Классификация
Ранее считался подвидом траурного капуцина (Cebus olivaceus), однако в 2001 году по совокупности морфологических признаков был поднят до ранга вида.

## Описание
Конечности относительно короткие, хвост хватательного типа. Выражен половой диморфизм. Пальцы короткие, большой палец отстоит от остальных. Премоляры большие, коренные зубы квадратные, с толстой эмалью, что помогает животным разгрызать твёрдые орехи. Туловище более длинное и тонкое, чем у других капуцинов. Шерсть серовато-коричневая, плечи серебристо-серые, ступни и ладони чёрные. Морда безволосая, телесного или розового цвета. Уши также безволосые. Макушка чёрная. Средний вес взрослого животного около 2,6 кг.

## Распространение
Встречаются в восточной Амазонии в штате Мараньян и восточной части штата Пара. Населяют реликтовые низинные дождевые леса, встречаясь на высоте менее 200 метров над уровнем моря. Предпочитают средние и нижние ярусы леса.

## Поведение
В рационе в основном фрукты и насекомые, а также лягушки, птичьи яйца, мелкие млекопитающие, цветы и молодые листья. Образуют группы от 2 до 7 животных. В каждой группе доминантные самец и самка.

## Статус популяции
Международный союз охраны природы присвоил виду охранный статус «В критической опасности», поскольку по оценкам 2008 года численность популяции сократилась более чем на 80 % за 48 лет (3 поколения) из-за разрушения среды обитания и охоты. Плотность популяции в охранных зонах оценивается в 0,98 особи на км².